# Pengzu
Pengzu was een legendarisch persoon die volgens de overleveringen achthonderd jaar geleefd zou hebben, ten tijde van de Shang-dynastie. Hij speelt een prominente rol binnen het taoïsme en wordt gezien als een van de pioniers van de qi gong. Later werd hij vergoddelijkt tot de Chinese god Shou Xing.
De mensen met de Chinese familienaam Peng beschouwen Pengzu als hun voorouder.